# 23032 Fossey
23032 Fossey è un asteroide della fascia principale. Scoperto nel 1999, presenta un'orbita caratterizzata da un semiasse maggiore pari a 2,7545772 UA e da un'eccentricità di 0,0693839, inclinata di 7,18110° rispetto all'eclittica.